# La Llagonne
La Llagonne é uma comuna francesa na região administrativa da Occitânia, no departamento dos Pirenéus Orientais. Estende-se por uma área de 23.09 km², com 220 habitantes, segundo o censo de 2018, com uma densidade de 9.5 hab/km².